# Хотел Кварнер у Опатији
Хотел Кварнер је историјски најстарији хрватски хотел на Јадрану и некадашње састајалиште европских краљева и царева Аустро-Угарске монархије. Представља једну од знаменитости Опатије. 

## Историја
Четрдесет година након изградње Виле Ангиолине, хотел је подигнут на месту некадашњих винограда породице Томашић. Првобитно је планирано као санаторијум за плућне болеснике и због тога је оближње гробље премештено на другу локацију. Иза целе иницијативе и инвестиције стајали су Друштво јужних железница и њен директор Фридрих Јулијус Шилер, а извођачи радова били су инжењери Вилхелм и Мезе. Најстарије је јужно, класично обликовано тело хотела. У северном делу су се у почетку налазила топла купатила, повезана са хотелом наткривеним ходником. Испред хотела, тик уз обалу мора, стајала је тераса „најелегантнијег кафића на свету“, која је касније уклоњена са приморског пута. На месту изгорелих топлих купатила 1913. године подигнута је чувена Кристална дворана, у којој се и данас одржавају најсвечанији догађаји и балови у Опатији, међу којима је и фестивал Дора. На тераси хотела Кварнер наступили су бројни познати музичари, међу којима и легенда хрватске забавне музике Иво Робић.
Вила Амалија саграђена је 1890. године као анекс шестогодишњег хотела Кварнер, непосредно иза зграде хладних купатила, на чијем је месту до пожара 1989. стајао прелепи дрвени базен Јадран. Вила Амалија била је намењена најизбирљивијим гостима који су желели да се дистанцирају од остатка хотелске клијентеле. У њему је боравио румунски краљевски пар Карол и Елизабета, затим 1894. године на сусрету Фрање Јосифа и Вилијама II, немачке царске породице, затим плесачице Изадоре Данкан која је гледала како палмино лишће лепрша у ветар са прозора и да од њега учи покрете, и великог војводу Луксембурга Алфреда од Насауа, који ће овде прославити свој сребрни јубилеј. У периоду између два светска рата, вила Амалија, као резиденција италијанске Савојске династије, добила је још један спрат.

## Кварнер данас
Хотел се простире на 3 спрата, има 1 лифт и 87 соба. Категоризован је са 4 звездице. У комплексу се налазе и Кристална дворана, ресторан, бар, базен са морском водом и плажа за купање, јер се објекат налази тик уз море. Такође је окружена великим травњаком са бујном и занимљивом вегетацијом. Данас се зове Гранд Хотел Кварнер-Амалија јер се састоји од главне хотелске зграде и Виле Амалије.